# Туранкој
Туранкој (тур. Turanköy) је насељено место у округу Кестел у вилајету Бурса, Турска. Према попису из 2020. било је 410 становника.
Туранкој настањују Бошњаци, чији су се преци доселили крајем 19. века из Клокота, Гате, Папара и Турије код Бихаћа у Босанској крајини.